# Sonya Rapoport

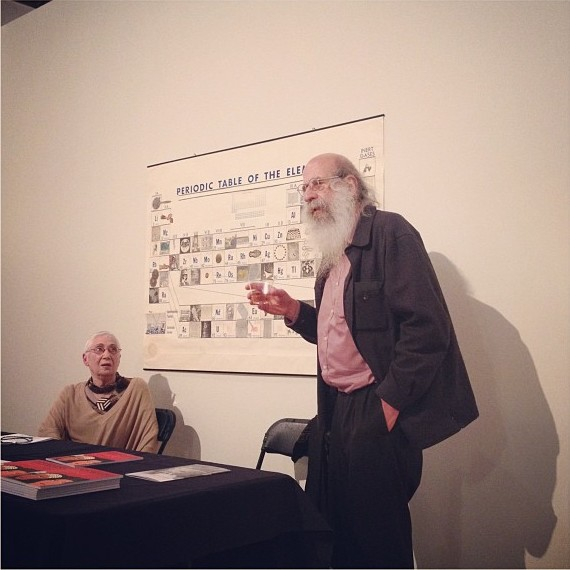
Sonya Rapoport con Malcom Margolin en marzo de 2012

Sonya Rapoport (nacida Goldberg), (Boston, 6 de octubre de 1923-Berkeley, 1 de junio de 2015) fue una artista digital conceptual estadounidense y artista precursora de Nuevos Medios que creó un gran cuerpo de obra. Sus obras más significativas son las instalaciones interactivas por ordenador.

## Educación
Asistió durante dos años, 1941 y 1942, a la Universidad de Massachusetts. Durante este período conoce a Henry Rapoport cuando hacía un doctorado en el Instituto de Massachusetts de Tecnología, MIT. En 1942 se matriculó en un programa de filosofía enseñado por John Dewey en Nueva York en la Universidad de Columbia. Regresó a Massachusetts para estudiar biología en la Universidad de Boston desde 1943 hasta 1944.
Se casó con Henry Rapoport en 1944 y se mudaron a Nueva York. Sonya Rapoport se matriculó en Universidad de Nueva York y, en 1946, recibió su B.A. en Labor Economics. Asistió la Liga de estudiantes de arte de Nueva York donde estudió con Reginald Pantano. En septiembre de 1946 se mudaron otra vez, a Washington, D. C., donde Rapoport estudió en la Corcoran School of Art arte figurativo y pintura al óleo.
En septiembre de 1947, Henry Rapoport fue destinado a trabajar de profesor de química orgánica en la Universidad de California, Berkeley. Se trasladaron a esta ciudad y allí Sonya Rapoport estudió con Erle Loran, recibiendo el grado de Master en prácticas artísticas en 1949.

## Evolución artística
Rapoport en los años 40 exploró la figura humana desde un punto de vista abstracto. En los años 50 su práctica de pintura cambió, influenciada por el expresionismo abstracto abandonó la figuración. Mientras desarrollaba su estilo ABEX experimentó con acuarelas. Estas prácticas culminaron en dos exposiciones individuales; una en la Galería del este en San Francisco en 1958, y otra en el Palacio de California de la Legión de Honor en 1963. En los años 1960, leyendo las revistas científicas de su marido, se inspiró y empieza a reunir canvas diferentes y unificó los trabajos. En estas obras, incorpora ilustraciones científicas, formas gráficas, y construcciones expresionistas abstractas tridimensionales. Estas telas estuvieron yuxtapuestas según el estilo personal de Rapoport. Sobre estos trabajos, Dean Wallace escribió, «Sonya Rapoport está ahora ensamblando telas de tendencias expresionistas diferentes convirtiéndolas una sola unidad; un trabajo como "Psyche el Trío" crea un extraño sentimiento casi esquizofrénico. Es extraño que nadie ha pensado de utilizar este dispositivo antes».
En el final de los años 60, Rapoport ayudó para fundar el movimiento Pattern painting de Nueva York, lo define, «comprando tejidos y pintándolos fuera de formato».

### 1970
En los años 1970 hubo un cambio en la visión artística de Rapoport. En 1971 un hallazgo fortuito marcó su producción durante unos años. Compró el escritorio antiguo de un arquitecto, en su interior descubre una serie de gráficos de geología en soporte de papel de lino de 1905. Utilizó estos gráficos como fondo para su "pictórico lenguaje de formas". Este lenguaje consistió en formas que representaban símbolos de género, como el caso del útero, una mandarina, naranja (feto), fleur-de-lis (feto), la luna, etc. los coleccionó como "la caja de Pandora". Estos símbolos fueron utilizados una y otra vez en los trabajos de Rapoport durante este periodo. de los años 70.
En 1976, giró su atención a los medios de comunicación electrónicos, con el foco de su trabajo orientado hacia estudios interdisciplinarios y culturales. Impresiones de ordenador que sustituyeron a los trabajos de la serie "Survey Charts". En 1977 expuso sus trabajos de mixed media en medios de comunicación en la Galería de Unión en San José Universidad Estatal. En estos años Rapoport sus obras de arte se centraron en la representación y superposición entre lengua, símbolos, historias del diario, la Biblia, y antropología cultural. Trabajó con C. Michael Lederer en el Laboratorio de Berkeley del Lawrence, en un proyecto titulado "La Mesa de Isótopos" en 1977 trató la transformación de cobalto y mercurio a oro. Trabajando con el antropólogo Dorothy Washburn en 1978 Rapoport completó "A Shoe-In" apoyada en Sistemas de Ordenador de la Universidad de Berkeley; "Shoe Field" en la Media Gallery en San Francisco, "Interacción: Arte y Ciencia" en la Truman Galería en Nueva York, y "Respuesta Estética" en el Museo Peabody de Arqueología y Etnología de Universidad de Harvard.

### 1980
Desde 1979 hasta 1984 trabajó en su proyecto más grande hasta la fecha, titulado Objetos En Mi Tocador. Este proyecto desdoblado en once fases sucesivas. Empezó por hacer personal un proyecto relacionado con su vida personal, creando libres asociaciones y conexiones en las que las imágenes de los veintinueve objetos en su tocador eran correlativos con veintinueve otras imágenes aleatorias. Sus asociaciones variadas desde formales a culturales y psicológicos. Más tarde, en sus instalaciones interactivas desarrolla una encuesta en la cual requirió que cada cual de los cincuenta y ocho objetos fueran agrupados a uno de los seis temas: (Mano, Pecho, Ojo, Enmascaramiento, Threading, y Emotivo) por las personas que trabajan en tres campos respectivos: artistas, científicos, y abogados. Rapoport escaneó el dato subsiguiente para encontrar que los tres grupos separados hicieron significativamente elecciones diferentes cuándo ellos clasificaban los objetos visuales de los seis temas. Los abogados tendieron a clasificar los objetos de modo parecido a sus parejas, escogiendo las mismas categorías para objetos similares, mientras los artistas y científicos mostraron más amplias conexiones asociativas cuando colocaron los objetos en categorías.
En 1983 creó una instalación a gran-escala interactiva "titulada "Biorritmo cómo te sientes?" en la galería Works de San José. En este trabajo, conectó con participantes de bioequipamiento de retroalimentación, y les preguntó para relacionar sus sentimientos en aquel día particular. Los participantes describieron sus emociones tanto en palabras como creando gestos con las manos que expresaron aquellos sentimientos. Los participantes entonces compararon sus auto-valoraciones con las lecturas del bioretroalimentación. Rapoport entonces evaluó esta información y creó una instalación como parte del show de 1984 "SF/SF San Francisco Science Fiction en el Clocktower en Nueva York.
Cuatro años más tarde, en 1987 en una instalación interactiva en el Kala Instituto tituló "Digital Mudrā". Rapoport regresó a los datos adquiridos de "Biorritmo: Cómo te sientes?". Asoció el gesto de cada participante con uno de los cincuenta y dos gestos de la mano conocidos como Mudrās. Haciendo esto, sugirió las-correlaciones culturales cruzadas de gestos de mano y sus trans-significados culturales. Mudrās y los significados de las palabras estuvieron yuxtapuestos dentro de un contexto occidental y transcrito a una impresora y también, a un baile Kathakali . Rapoport descubrió que las palabras elegidas por las personas describieron sus gestos en cultura occidental, y las palabras dadas a los gestos en el Mudrā el vocabulario era sorprendentemente similar. Finalmente, Rapoport creó una presentación que muestra a los dirigentes políticos actuales que hacen gestos similares en contextos verbales similares.
En 1988 recibió una subvención del Consejo de Artes de California para la producción de "Digital Mudrā" en línea vía Carl Loeffler y el arte de Fred Track´s Art Com, Red Electrónica (ACEN). En 1989, una versión simplificada de "Digital Mudrā" estuvo subida en Internet como web-obra basada en arte interactivo.

### 1990
The Animated Soul: Gateway to Your Ka era una instalación interactiva creada para el espacio concreto exhibida en la Ghia Galería, un showroom en South San Francisco en 1991, en la Takada Galería en San Francisco, y el Kuopio Museo en Finlandia, en 1992. The Animated Soul (El alma animada), en formato libro, viajó de 1992-1993 durante los Estados Unidos bajo un NEA subvención. En este espectáculo, puesto en un entorno de tumba, espectador-los participantes interaccionan con un HyperCard el ordenador programa cuál les incitó para hacer una serie de elecciones representó por iconos. Por pasar por este proceso, usuarios reenacted la secuencia ritual puso fuera en el Libro egipcio del Muerto para descubrir su doble, quién en vuelta les dirigiría a vida inmortal.
En 1993 Sonya Rapoport produjo Sexual Jealousy: The Shadow of Love (Celos Sexuales: La Sombra del Amor), una instalación interactiva en el Cuarto Simposio Internacional en Arte Electrónico en Minneapolis. En esta obra de arte participativa combina un algorítmico Gamelan multicanal, inspirado en una composición musical de Michael McNabb, con imágenes de Aubrey Beardsley, títeres de sombra indonesia, y Jungian los símbolos mitológicos en un instalación interactiva asistida por ordenador donde los participantes exploraron sus sentimientos de métodos y celos sexuales. Rapoport diseñó un "Self-help" (autoayuda) , HyperCard, un paquete de software en que el usuario deviene en el protagonista en un juego de sombra. Las elecciones del usuario generaron lecciones utilizando clips de la telenovela, The Young and the Restless. Los estados subjetivos emocionales personales de los usuarios individuales estuvieron enlazados a representaciones psicológicas simbólicas. Estos devenían en los componentes de una narrativa de self-descubrimiento y revelación la cual posteriormente controló la generación de música.

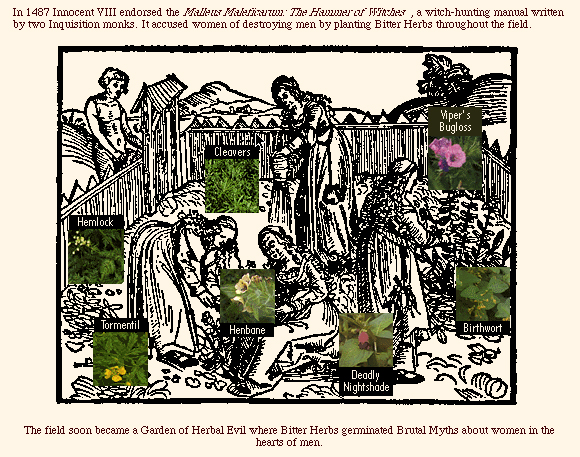
El Jardín de Mito Brutal (1996)

Desde 1993 hasta 1996 Rapoport produjo, en varias fases,The Transgenic Bagell, un ordenador interactivo-obra de arte asistida, con un gen que empalma el tema. Los participantes estuvieron invitados a apostar para el "empalmar de vida" en el "Bagel Casino". Traits Estuvo extraído de los animales mitológicos que residen en el arca Virtual de "Noah". El "ganador" trait el gen estuvo procesado e inyectado a una sección de un bagel (bagel ADN de fragmento). Los participantes podrían aceptar el gen por comer el #transgénico bagel, o podrían comerciar con ello. Proyecto web interactivo en la misma línea como " The Transgenic Bagell, ". En esta obra de arte, afirmó que los postulados históricamente considerados indeseables son ahora considerados más deseables. Por ejemplo, la agresividad y la competitividad eran una vez consideradas negativos cuándo mostrados por mujeres, pero ahora está visto como clave de éxito en el entorno corporativo. Propuso que estos valores nuevos podrían ser administrados a una población mediante aromaterapia. Introduciendo la idea de píldoras farmacéuticas p. ej. "Anvil" (Para Advil), Todo-a-resto (para Allerest), Chums (para Tums), Mi-Emoción (para NyQuil), Contrato (para Contac), Ningún-mor-fussin (para Robitussin), y Re-lax (para Ex-Lax), etc.
De 1996 en adelante creó obras de arte específicamente para sitios web en los que exhibió un interés en asuntos feministas liberales. En 1996 cree "Mitos Brutales" con colaborador Marie-Jose Sentó. "Los mitos brutales" eran inspirados en las fantasías machos sádicas sobre mujeres cuando encontrados en el Malleus Maleficarum (El Martillo de Brujas) en el siglo XV. 
"Me hago Un Hombre" (1997) marcó un cambio en Rapoport . La obra de arte reflejada vio "el estereotipo de moderno manhood" y reflejó en el camino que el estereotipo ha sido sostenido por diversas culturas, aquellos de Europa Occidental y las Tierras altas de Guinea Nuevas. Ambos de estas culturas reconocen la superioridad de la mujer fisiológica, por nacer con todos los órganos vitales y los fluidos necesarios para dar nacimiento y alimentar un hijo. Esto está contrastado a hombres quiénes tienen que ser moldeados por la sociedad para conformar una "masculinidad" Ideal. Ambas culturas tienen un dogma de género similar. Ejemplos comparativos de cómo sociedades tribales o tecnológicas consiguen su objetivo de "crecer un hombre" proporciona la estructura del trabajo.
"Arbor Erecta: Un Concepto Botánico Para la Masculinidad" (1998) continuó Rapoport explorando desde la perspectiva macho. Esta obra de arte centrada alrededor del ethos del 159 CE. Galeno quien declaró "el dios creó plantas como provisión para la salud de seres humanos, y dejó una señal, alguna característica de su forma, color, hábitat o comportamiento para seres humanos.
En 1998-99, fuertemente influido por el libro "Unheroic Conducta: El Aumento de Heterosexuality y la Invención del Hombre judío" por Daniel Boyarin, Rapoport creó "Me Hago Un Hombre judío: Una Masculinidad Alternativa", el cual describía explorando la paradoja de masculinidad rabínica En este, el rabino, el macho busca para usurpar para él las características de la mujer, mientras al mismo tiempo, emparejados, estos adquirieron aspectos femeninos con su función dominante como macho. Esta práctica es lo que da ventajas a la marginación y exclusión de mujeres. A pesar de que apropiaciones de "femaleness" es necesario en la producción del Ideal macho "judío", sesgos de género fuerte están asociados con ambas la sangre de la circuncisión (cuál está asociado con poder) y la sangre del parto (asociado con impureza). 
Este trabajo estuvo seguido por "Redimir el Gen, Moldura el Golem, Plegando la Proteína" en 2002. Regresando a la voz feminista Rapoport quería desafiar la tecnología de ingeniería genética actual por crear un anthropoid artificial, el Golem, según los hebreos las direcciones rituales dadas en el Kabbalah. En la historia, Lilith y Eve, fuentes del mal hembra desde hace muchos años los reinventó por crear un gen ético que utilizaron de molde el Golem. El "Kabbalah gen", desplazó el gen del "artista" que Eduardo Kac inventó en su obra de arte, "Génesis."
En 2004, Rapoport produjo "Kabbalah/Kabul: Enviando Emanaciones a los Alienígenas". Este trabajo, otra obra de arte web interactiva preocupada con la transmisión de traits, abierto con una imagen de un helicóptero de EE. UU. que lleva el Kabbalah cono importante, el Árbol de Vida, cuyas ramas están marcadas con emanaciones "altruistas". Este tiempo, Rapoport propuso y codificó para poder ser transmitido a través de espacio radiofónico o señales de láser. Cuándo el participante selecciona una emanación por clicking en su icono, una imagen asociada de una célula de raíz dentro de un grupo de célula diferencia (alumbra y cambios a) una parte de cuerpo. La célula seleccionada es finalmente realzada con un ADN altruista en preparación para entregar a los extraterrestres. Los participantes absorben el altruismo(s) a su psyches como los mensajes están catapultados de la tierra al espacio exterior. "Kabbalah/Esfuerzos" de Kabul para integrar el universo exterior infinito con el universo altruista que reside dentro de cada persona en la Tierra.
"(En)Auténtico: Mujer, Guerra, Judío" (2007) estuvo creado como "Teatro de Memoria" en colaboración con Robert Edgar. El trabajo existe como un sitio web interactivo que se construye en los relojes del espectador. Teatros de memoria eran primero formulados en el siglo XVI por Giulio Camillo como manera de marcar la estructura del cosmos a través de pintar, texto y arquitectura. En la obra de arte, Rapoport refleja su cosmos propio de género, carrera, ciencia, y mitología en la obra de arte. Las imágenes mitológicas estuvieron acompañadas por registros de audio que constan de un diálogo contencioso imaginario entre Luce Irigaray, Sigmund Freud y Jean-Paul Sartre. En el "juego" estas voces provocan una invasión de tanque robótico a la cosmología de Rapoport . El concepto del teatro en este trabajo conlleva dos significados: en uno se refiere a un teatro de memoria; en otro sentido se refiere a un teatro de guerra. Dentro de estos coteatros extensos, los movimientos de un tanque del ejército, una metáfora fálica, entre lo que Rapoport considera auténtico y qué es falso encontrado en los entornos agresivos de género, la guerra y la religión.
Una exposición retrospectiva del trabajo de Rapoport, "Sonya Rapoport: los emparejamientos y Las Polaridades" estuvo en el Kala Instituto del 4 de marzo al 9 de abril de 2011. Otro retrospectiva de su trabajo en el Mills College Art Museum en enero de 2012.
En 2013 los collages, vídeos, y la instalación interactiva "Impossible conversation? " se expuso en el Fresno Museum of Art junto a la temprana obra de Rapoport "Pattern and Design" de los años 1960. En 2014 los archivos del trabajo de su vida fueron aceptados en el Biblioteca Bancroft en la Universidad de California en Berkeley.

## Legado
La Sonya Rapoport Legazy Trust se creó durante la vida de Rapoport para preservar su trabajo y para ampliar su reconocimiento crítico e histórico. La fundación apoya su legado a través de una variedad de iniciativas que incluyen exposiciones, préstamos de obras de arte, investigación, publicaciones, conservación, y programas educativos para diferentes públicos y la comunidad erudita. También mantiene una colección de obras de arte Rapoport en una variedad de medios de comunicación y dinamiza proyectos colaborativos con artistas, escritores, y científicos en reconocimiento de la metodología única de Rapoport. Estudio de los textos en la biblioteca Bancroft, UC Berkeley. 

## Relación de exposiciones

### individuales
- Sí o No?. Krowswork, Oakland, California, noviembre, 2015.
- CONVERSACIONES IMPOSIBLES?. Fresno Museo de arte, Fresno, California, 17 mayo - 5 de enero de 2014.
- Espacios de Vida: El Arte de Sonya Rapoport. Mills Museo de Arte Universitario, Oakland, California, 18 enero - 11 Marcha 2012 (Futuro).
- Sonya Rapoport: Emparejamientos de Polaridades. KALA Galería de Arte del instituto, Berkeley, California, 4 Marcha—9 de abril de 2011.
- Vuorovaekutus (Interacción). Kuopio Museo de arte, Kuopio, Finlande, 1992. El alma Animada.
- Exposición en Takada Arte Bueno. San Francisco, California, 1992. La Puerta de Alma—Animada a Vuestro Ka (1992).
- “La Exposición de Alma” Animada en el Ghia Galería. San Francisco, California, 22 Marcha—30 de abril de 1991. La Puerta de Alma—Animada a Vuestro Ka (Ordenador: Kathryn Bosque; Sonido: Andrew Smolle).
- Zapato interactivo-Campo. Sistemas de Diseño de la Cadence, San Jose, California, abril de 1990.
- Exposición en Hearst Galería de Arte. La universidad de Mary santa de California, Moraga, California, 8 enero—21 de febrero de 1988. Digital Mudra.
- Exposición en Galería de MEDIOS DE COMUNICACIÓN. San Francisco, California, 7 octubre—4 de noviembre de 1986. Kiva-Estudio, Un Zapato-En Zapato-Campo I, Zapato-Campo II.
- Dinámica compartida. Universidad de Lawrence de la Sarah, Bronxville, Nueva York, 1984.
- “Soportando Celos Sexuales” con el Heller Galería en el Pauley Ballroom. Berkeley, California, 30 de octubre de 1984. Rendimiento de Soportar Celos Sexuales.
- Atrás a la naturaleza que/ Recicla los Objetos: Un Retrospectivo. Humboldt Universidad estatal, Arcata, California, 1983.
- Biorritmo: Cómo Sientes? TRABAJOS, San Jose, California, 1983.
- Biorritmo. Escuela de licenciado de Administración Empresarial, Universidad de Nueva York, Ciudad de Nueva York, Nueva York. 1982.
- Un Zapato-En / Objetos En Mi Tocador. Instalación en Sistemas de Ordenador de la Berkeley. Berkeley, California, 31 Marcha—7 de abril de 1982. Objetos En Mi Tocador y Un Zapato-En.
- Dinámica compartida. Espacio de artista, Escuela Nueva para Búsqueda Social, Nueva York, 1981.
- Psycho-Dinámica estética. 80 Langton Calle, San Francisco, California, 3@–14 de junio de 1980. Objetos en Mi Tocador—Psycho-Dinámica Estética, Fase 2.
- Bonito-Rapoport Zapatos. Donnell Centro de biblioteca: Nueva York Biblioteca Pública. Nueva York, Nueva York, 10 de octubre de 1979. Bonito-Rapoport Zapatos.
- Lingüística pictórica. Franklin Furnace, Ciudad de Nueva York, Nueva York, 9—27 de octubre de 1979.
- Interacción: Arte y Ciencia: Jack Bergamini / Sonya Rapoport en Truman Galería. Nueva York, Nueva York, 12 enero—3 de febrero de 1979. Kiva-Estudio.
- Sonya Rapoport: Una Visión general (Una Exposición de Dibujos). Galería de unión, San Jose Universidad Estatal, San Jose, California, 9 octubre—3 de noviembre de 1978. Dibujos. Hovenweep (1977), lápiz de color encima impresión de ordenador-fuera; Anasazi (1977) lápiz de color encima impresión de ordenador-fuera; Kiva-Serie de Estudio (1978) lápiz de color encima impresión de ordenador-fuera; Superior Gila (1977) lápiz de color encima impresión de ordenador-fuera.
- Una Respuesta Estética. Tozzer Biblioteca del Peabody Museo. Cambridge, Massachusetts, 1@–31 de mayo de 1978. Trabajos en colaboración con Dorothy Washburn.
- Exposición en E.B. Crocker Galería en Sacramento. Sacramento, California, 19 noviembre—15 de diciembre de 1974. Sylvan, Basta, Budding, Untitled, todo acrílico encima tela.
- Exposición en San Jose Museo de Arte
- Sonya Rapoport. Centro de Arte de la Berkeley, Berkeley, California, 1973.
- Sonya Rapoport en John Bolles Galería. San Francisco, __—20 de mayo de 1972. Gráficos de encuesta, Medley, Núm. 15, acrílico y lápiz en hoja de encuesta geológica vieja.
- Sonya Rapoport en John Bolles Galería. San Francisco, febrero—de enero de 1970. Crepúsculo, Ala de Arrendajo Azul, pinturas.
- Dibujos y Pinturas por Sonya Rapoport. Galería de Arte del valle, Riachuelo de Nuez, California, 6—31 de octubre de 1969.
- Sonya Rapoport: Una Selección de Pinturas y Dibujos. Richmond Centro de arte, Richmond, California, 13 abril—5 de mayo de 1968. Rapoport séptimo espectáculo de un hombres. Reflexiones, flor comercial-lino imprimido.
- Sonya Rapoport en John Bolles Galería. San Francisco, California, 1–30 de agosto de 1967. Winged Imagen doble, acrílico en flor comercial-lino imprimido, Ilustración, acrílico encima tejido, y otras “pinturas de patrón” con temas / genitales florales.
- Exposición en la Universidad de los Nombres Santos' James D. Kennedy Centro de Arte Conmemorativo. Oakland, California, abril 1965. Paincil Serie (“pintura de contraste”).
- Sonya Rapoport en John Bolles Galería. San Francisco, California, 3 noviembre—4 de diciembre de 1964. Rf, Círculo 2, Auror, me Encantas (todas “pinturas de contraste”); Plazmazoid, Spallation, Sonata en Naranja, Auro, Psyche Trío (todas “telas de conglomerado”); Rojo Apacienta, Murciélago de Flora, Ilustración (todas pinturas / de patrón del tejido).
- Sonya Rapoport: Pinturas y Dibujos en el Palacio de California de la Legión de Honor. San Francisco, California, 23 Marcha—21 de abril de 1963.
- Exposición en Galería Del oeste Del este. San Francisco, California, enero 1958. Acuarelas y pinturas al óleo. [Rapoport primer espectáculo de solo. qcuarelas expresionistas abstractas].

### Exposiciones colectivas (selección)
- Dibujos de la Colección, Indianapolis Museo de Arte, Indianapolis, Indiana, 2012-2013
- El Artista es En otro lugar CERO1 Bienal, comisariado por Sean Fletcher e Isabel Reichert, El Instituto de Arte del Rendimiento, San Francisco, 2012
- Proyecto de Reikiavik, con Richard Rhodes, Stanford Universidad, 2012
- En Rusia de Transición 2008, Museo Independiente de Chipre de Arte Contemporáneo, 2008
- San Francisco y la Segunda Ola: El Blair Colección, Crocker Museo de Arte, Sacramento, California, 2004
- Sirvienta en Ciberespacio-le festival XX d'Arte WWW, Montreal, Canadá, 1997
- ISEA (Simposio internacional en Arte Electrónico) 1993, 95, 96, 99, Festival de cine de Copenhague, Dinamarca, 1996
- Siggraph95, Los Ángeles, California, 1995
- Las mujeres del Mundo On-line, Beijing, China, 1995
- Los artistas que Arrojan luz sobre Ciencia, San Francisco Universidad Estatal, California, 1994
- CADRE (Ordenadores, Arte, Diseño, Búsqueda, Educación) San Jose, California, 1989-1984
- Expresiones y Conceptos digitales, Tish Galería de Arte, Universidad de Nueva York, 1988
- Pacific Archivo de película, Museo de Arte de la Berkeley, Universidad de California, Berkeley, California, 1984
- Baxter Galería, Instituto de California de Tecnología, Pasadena, California, 1976
- Ars Electronica, Linz, Austria, 1989@–1992
- Documenta 8, Kassel, Alemania Del oeste, 1987

### Selección de conferencias
- El Arte, Tecnología y Coloquio de Cultura, Universidad de California, Berkeley, 2004
- Instituto de Arte del San Francisco, Programa de Estudios Digitales, San Francisco, California, 2004
- El Oakland Museo de Arte, KALA Instituto: Tacto Alto, Tecnología Alta, California 2000

### Instalaciones interactivas
- CONVERSACIONES IMPOSIBLES? El dato que Reúne Acontecimiento. Martina Johnston Galería, Berkeley, California, 10 de febrero de 2013
- Generaciones: Apellido de Influencia-Arte de Área de la Bahía, Richmond Centro de Arte, California, 1996
- Capp Proyecto de calle, 1996
- Artista Cable de Artes Residentes, 1995
- Vuorovaekutus, Kuopio Museo, Kuopio, Finlandia, 1992
- El alma Animada, Takada Artes 1992; Ghia Galería 1991, San Francisco, California
- Digital Mudra, KALA Instituto, Berkeley, California, 1987
- Zapato-Campo, MEDIOS DE COMUNICACIÓN, San Francisco, California, 1986
- Soportando Celos Sexuales, Pauley Ballroom Universidad de Calif. Berkeley, 1984
- Universidad de Lawrence de la Sarah, Bronxville, Nueva York, 1984
- Biorritmo: Cómo sientes? TRABAJOS/San Jose, California, 1983
- Atrás a Naturaleza (Retrospectivo) Humboldt Universidad Estatal, Arcata, California, 1983
- Dinámica compartida, Espacio de Artistas, Nueva York, Nueva York, 1981
- Dinámica compartida, Escuela Nueva para Búsqueda Social, Nueva York, Nueva York, 1981

### Exposiciones de Instalaciones individuales, (selección)
- Psycho-Dinámica estética, 80 Langton Calle, San Francisco, California, 1980
- Lingüística pictórica, Franklin Furnace, Ciudad de Nueva York, Nueva York, 1979
- Bonito-Rapoport Zapatos, Donnell Centro, Nueva York Biblioteca Pública, 1979
- Arte de interacción y Ciencia, Truman Galería, Ciudad de Nueva York, Nueva York, 1979
- Peabody Museo, Universidad de Harvard, Cambridge, Massachusetts, 1978
- California (Crocker) Museo de Arte, Sacramento, California, 1974
- San Jose Museo de Arte, San Jose, California, 1974
- John Bolles Galería, San Francisco, California, 1964, 1967, 1970, 1972
- Palacio de California de la Legión de Honor, San Francisco, California, 1963

### Exposiciones de sus libros de arte
- Centro para Artes de Libro, 30 Años de Innovación, Ciudad de Nueva York, Nueva York 2005
- Del norte Calif. Artistas de libro, Ctr Para Artes de Libro, Ciudad de Nueva York, 1998-99 (gato)
- ILIMITADO: Liberating la Forma de Libro, San Francisco Ctr para el Libro, CA, 1998
- 1.º Columbia Biennal Exposición del Libro, Columbia Universidad, Chicago, IL
- MUJERES DEL LIBRO: Artistas judíos, Temas judíos (ambulantes), 1997–2000
- Arte de Libro fotográfico en el U. S.(EE. UU. ambulantes), 1992–95
- De la Balda/En línea, Minn.Ctr (Ambulante NEA) (gato. Pub.), 1992–1993
- Artes de libro, EE. UU.; Agencia de Información de los EE. UU. (ambulante) (gato. Pub.), 1992-90
- Museo de anclaje de Arte, Anclaje, Alaska (gato. Pub.), 1991-1990
- Museo nacional de Mujeres, Washington, D. C., 1990
- Biblioteca nacional, Madrid, España (gato. Pub.), 1982

### Exposiciones de pintura y dibujo (selección)
- Museo de Arte Contemporáneo, Miami del Norte, Florida, 2005
- Museo de San Francisco de Arte Moderno, la galería del artista, 2005
- Artistas de mujeres de los EE. UU., São Paulo, Brasil (gato. Pub.), 1980
- Pintando & Escultura Ahora, Indianápolis Museo de Arte, Indiana, 1980
- Escena de arte, Museo de San Francisco de Arte Moderno, California, 1973
- 100 Dibujos americanos, Universidad de Míchigan (gato.Pub.) Ann Cenador, Míchigan 1965
- Exposiciones anuales, Museo de San Francisco de Arte, San Francisco, California 1964-1950, 2005